# Cœur douloureux et immaculé de Marie
Cœur douloureux et immaculé de Marie est une secte française fondée en 2001 par Juliano Verbard à La Réunion. La secte est responsable de l'enlèvement d'Alexandre Thélahire, un enfant de 12 ans, en 2007.
Le fondateur Juliano Verbard prétend que la Vierge Marie s'adresse à lui chaque 8e jour du mois vers 22 h. Les adeptes de la secte peuvent s'acquitter de 20 euros pour assister à des séances de prières ou d'apparitions, durant lesquelles le gourou reste confortablement assis dans un fauteuil, selon les témoignages.
Juliano Verbard avait déjà été condamné en octobre 2006 à 15 ans de prison pour des faits de viol sur des enfants d'adeptes en 2003 mais bénéficierait de complicité de fidèles sous son emprise.

## Inspiration
Cette secte serait inspirée du groupe religieux australien, l'ordre de Saint Charbel, imaginé par l'allemand William Kamm, surnommé « Petit Caillou » (Little Pebble). Ce dernier a déjà été condamné pour agressions sexuelles, tout comme Juliano Verbard.